# Raúl Anguilo
Raúl Andres Anguilo (ur. 3 września 1977) – kolumbijski zapaśnik w stylu klasycznym. Srebrny medal na igrzyskach panamerykańskich w 2011 i na igrzyskach igrzyskach Am.Płd w 2010. Brąz mistrzostw panamerykańskich i Ameryki Południowej w 2012 roku.